# Fontaines-d'Ozillac
Fontaines-d'Ozillac és un municipi francès situat al departament del Charente Marítim i a la regió de la Nova Aquitània. L'any 2007 tenia 467 habitants.

## Demografia

### Població
El 2007 la població de fet de Fontaines-d'Ozillac era de 467 persones. Hi havia 180 famílies de les quals 38 eren unipersonals (13 homes vivint sols i 25 dones vivint soles), 71 parelles sense fills, 54 parelles amb fills i 17 famílies monoparentals amb fills.
La població ha evolucionat segons el següent gràfic:
Habitants censats

### Habitatges
El 2007 hi havia 220 habitatges, 181 eren l'habitatge principal de la família, 8 eren segones residències i 30 estaven desocupats. 214 eren cases i 2 eren apartaments. Dels 181 habitatges principals, 141 estaven ocupats pels seus propietaris, 35 estaven llogats i ocupats pels llogaters i 5 estaven cedits a títol gratuït; 1 tenia una cambra, 9 en tenien dues, 31 en tenien tres, 40 en tenien quatre i 100 en tenien cinc o més. 148 habitatges disposaven pel capbaix d'una plaça de pàrquing. A 69 habitatges hi havia un automòbil i a 97 n'hi havia dos o més.

### Piràmide de població
La piràmide de població per edats i sexe el 2009 era:
| Homes | Edats   | Dones |
| ----- | ------- | ----- |
| 0     | 95 o +  | 0     |
| 4     | 90 a 94 | 4     |
| 0     | 85 a 89 | 8     |
| 4     | 80 a 84 | 4     |
| 8     | 75 a 79 | 8     |
| 12    | 70 a 74 | 24    |
| 16    | 65 a 69 | 8     |
| 4     | 60 a 64 | 12    |
| 4     | 55 a 59 | 0     |
| 8     | 50 a 54 | 4     |
| 4     | 45 a 49 | 12    |
| 28    | 40 a 44 | 20    |
| 20    | 35 a 39 | 12    |
| 20    | 30 a 34 | 16    |
| 12    | 25 a 29 | 12    |
| 8     | 20 a 24 | 4     |
| 16    | 15 a 19 | 4     |
| 12    | 10 a 14 | 24    |
| 12    | 5 a 9   | 4     |
| 16    | 0 a 4   | 12    |

## Economia
El 2007 la població en edat de treballar era de 274 persones, 210 eren actives i 64 eren inactives. De les 210 persones actives 178 estaven ocupades (102 homes i 76 dones) i 32 estaven aturades (17 homes i 15 dones). De les 64 persones inactives 14 estaven jubilades, 24 estaven estudiant i 26 estaven classificades com a «altres inactius».

### Ingressos
El 2009 a Fontaines-d'Ozillac hi havia 178 unitats fiscals que integraven 455,5 persones, la mediana anual d'ingressos fiscals per persona era de 14.797 €.

### Activitats econòmiques
Dels 16 establiments que hi havia el 2007, 1 era d'una empresa extractiva, 1 d'una empresa de fabricació d'altres productes industrials, 7 d'empreses de construcció, 4 d'empreses de comerç i reparació d'automòbils, 1 d'una empresa d'hostatgeria i restauració, 1 d'una empresa d'informació i comunicació i 1 d'una entitat de l'administració pública.
Dels 7 establiments de servei als particulars que hi havia el 2009, 1 era un taller de reparació d'automòbils i de material agrícola, 3 guixaires pintors, 1 fusteria, 1 electricista i 1 empresa de construcció.
Dels 2 establiments comercials que hi havia el 2009, 1 era una botiga de menys de 120 m² i 1 una peixateria.
L'any 2000 a Fontaines-d'Ozillac hi havia 24 explotacions agrícoles que ocupaven un total de 735 hectàrees.

## Equipaments sanitaris i escolars
El 2009 hi havia una escola elemental integrada dins d'un grup escolar amb les comunes properes formant una escola dispersa.

## Poblacions més properes
El següent diagrama mostra les poblacions més properes.